# Eugenio Courret
Michel Eugène Courret (Angulema, 22 de septiembre de 1839 - Francia, 23 de junio de 1920) fue un fotógrafo francés radicado en la ciudad de Lima (Perú).
Llegó a la capital peruana en 1860 para trabajar como camarógrafo en el estudio fotográfico de Eugène Maunoury. En 1863 fundó con su hermano Aquiles el estudio “Fotografía Central”. En 1887 dejó el estudio a Adolphe Dubreuil para luego, en 1892, retornar a Francia, donde prosiguió su labor fotográfica. El estudio Courret quebró definitivamente en 1935; el archivo contaba entonces con más de 157 000 negativos. Debido a esto, se entregó a muchos de sus trabajadores como parte de pago los negativos de vidrio. Entre aquellos que recibieron tal pago estuvo la familia Rengifo, quienes conservan un archivo de aproximadamente más de 55 000 placas de vidrio y acetato. En 1986 dicha familia ofreció dicho archivo a la Biblioteca Nacional del Perú para que fuera resguardado, mientras que en 2023 sus fotografías fueron digitalizadas para descargarse libremente.

## Cronología de la vida de Eugenio Courret
- 1830: Nace Aquiles Courret, hermano de Eugenio, en Angalne (Francia). Fueron sus padres Francisco Courret (según alguna referencias peleó en la Batalla de Waterlló al lado de Napoleón) y Calixta Chalet. Su padre Francisco llega aproximadamente en esa fecha a Lima a dedicarse a los negocios, estableciendo una peluquería en el local de Mercaderes 197 que años más tarde se convertiría en la “Fotografía Central”.
- 1838: Llega al puerto del Callao Francisco Courret, su esposa y su hijo Aquiles, habían dejado en Francia su casa de Angalne del valle de Charente.
- 1839: (22 de Setiembre) Nace Michel Eugene Courret en Angouleme (departamento de Charente), Francia.
- 1842: El establecimiento de Courret H°s. es establecido por D. W. Helsby en Valparaíso (Chile). El 8 de mayo de este año llega al Callao Maximiliano Danti, introductor del daguerrotipo al Perú. Expone vistas y retratos en la ventana del local de la modista Francesa Emilia Dubreuil en la Calle de Mercaderes.
- 1851: Aquiles, hermano de Eugenio, llega a Lima para dedicarse a los negocios.
- 1854: Aquiles junto a Julio Perret funda “Courret y Ca.” pero deja este negocio para unirse a su hermano, años más tarde, y crear la “Fotografía Central.”

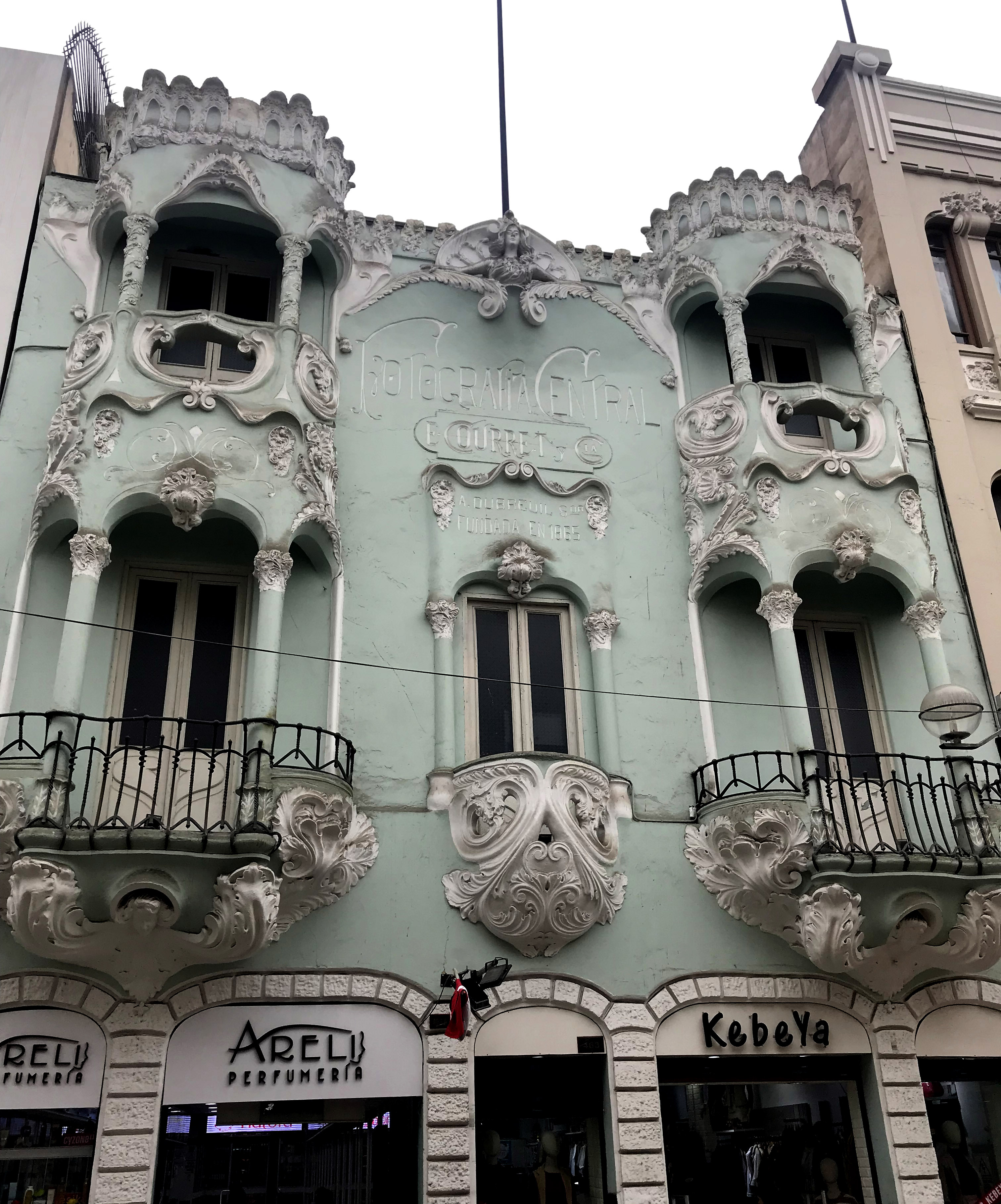
Regentado por el francés Eugène Courret desde 1863, el estudio bautizado como Fotografía Central fue utilizado por novias, comerciantes, y héroes de guerra peruanos como Grau y Bolognesi.

- 1861: Llega al Perú Michel Eugenio como integrante de la Cia. Fotográfica de Eugene Maunoury, casa representante del estudio fotográfico Nadar de Francia; trabaja como camarógrafo.

- 1863: Eugenio y Aquiles Courret fundan y abren su propio estudio fotográfico independiente: "Fotografía Central", que fue comparado con "Las Mil y una Noches" por los periódicos de la época. Dicho establecimiento estaba ubicado en el mismo local que perteneció a su padre Francisco, peluquero y comerciante francés establecido en Lima alrededor de la década de 1830.Sus buenas relaciones con altos personajes políticos y con instituciones francesas, le abrieron las puertas a cuanta personalidad y lugar quisieron llegar, dando lugar, paralelamente, a una fuerte rivalidad con los otros fotógrafos extranjeros y nacionales. Expertos tanto en el arte fotográfico como en los negocios los Courret tuvieron un estudio de gran auge en la sociedad limeña. En este mismo año sucede una "Crisis Fotográfica" en la que "los estudios estaban al borde la bancarrota debido a la fuerte competencia que había llevado a una baja de precio y por ende a una menor ganancia" producido principalmente por las tarjetas de visita. Por ello la firma Courret hermanos y otros 3 estudios más (Maunoury, Garreaud y Richardson) hacen un acuerdo con el fin de fijar los precios de las fotos. Dicho acuerdo fue publicado en la "Guía de Domicilios de Lima..." de Manuel Atanasio Fuentes ese mismo año.
- 1864: Eugenio regresa de su viaje a la Polinesia (iniciado en 1863) anunciando una serie de vistas de la región.
- 1865: 1 de mayo, la firma Courret hermanos, además de su propio estudio, adquiere y maneja otros tres locales del ex estudio Maunoury (de las calles Mercaderes, Plateros, el salón en la calle Palacio 71 y un cuarto estudio en Constitución 36, Callao). En este año ingresa a laborar como iluminista fotográfico al estudio E. Carpelet, dicha practica iluminista se mantiene hasta inicios del S. XIX.
- 1865-1868: El estudio usa el logotipo de Nadar.
- 1866: El establecimiento ubicado en el Callao sufre los embates del combate del 2 de mayo.
- 1868: La firma Courret cambia el escudo de armas francés por el peruano, por perder el privilegio de ser corresponsales de Casa Nadar de París. Eugenio y Aquiles junto a Carlos Luis Rowsell forman una sociedad en Valparaíso (Chile) para sacar retratos fotográficos en dicha ciudad por un plazo de 3 años.
- 1869: El estudio gana la medalla de oro en la Exposición Industrial de Lima por una composición pictórica fotográfica del Combate del 2 de mayo. Para realizarla, Courret recurrió al artista francés A. Carpelet quien utilizó como modelo una fotografía tomada en el momento del enfrentamiento. Como parte del logo aparece la medalla de oro ganada en dicha exposición. Eugenio viaja a Europa trayendo maquinaria y materiales fotográficos nuevos.
- 1872: El estudio gana nuevamente la medalla de oro además la de plata en la Exposición Industrial de Lima. Obtiene los derechos exclusivos para fotografiar los eventos y la infraestructura de la exposición. El 31 de enero de este año inicia sus trámites en el arzobispado de Lima para contraer matrimonio con Emilia Baserre, Parisiense de 21 años de edad e hija de Emilio Baserre y Luisa Cortade. Se casaron en el Sagrario de la Catedral de Lima.
- 1873: Antes de fallecer Aquiles deja a cargo del estudio a Eugenio quien hasta entonces se encargaba de la labor fotográfica. El estudio cambia de nombre y aparece como "E. Courret", Eugenio Courret queda como único representante de la firma. El estudio de aquel entonces ofrecía todos los tipos y tamaños de fotografía y una amplia gama de servicios.
- 1875: Eugenio y Richardson son contratados por Henry Meiggs para realizar labores gráficas de las obras del ferrocarril del centro.
- 1877: Para otros Aquiles regresa a Francia en donde años más tarde fallece.
- 1878: Aquiles participa en la en la Exposición Universal de París con 4 cuadros al óleo de tipos populares del Perú.
- 1887: La razón social del Estudio cambia a Courret y Cia. Lo que hace suponer una asociación con otros fotógrafos, lo más entendible es que transfiere sus estudios a Adolphe Dubreuil, uno de sus mejores operarios.
- 1887-1898: La firma figura como "E. Courret y Cia.". Se reduce a un solo local.
- 1892: Eugenio parte a Francia definitivamente por problemas de salud.
- 1893-1898: Continua activo Courret en París fotografiando inmigrantes peruanos en el país galo.
- 1895: Ingresa al establecimiento a laborar Luis S. Ugarte.
- 1900: "E. Courret y Cia." Gana la medalla de oro en la Exposición Universal de París al exponer sus trabajos.
- 1905: Se estrena la nueva fachada, de estilo art nouve del estudio Courret la noche del 22 de mayo.
- 1905-1908: Trabaja A. Dubreuil junto a Teófilo Castillo en la dirección del estudio.
- 1906: En el estudio se realiza el primer Vernissage de Lima con obras del taller de pintura de Teófilo Castillo.
- 1920: (23 de junio) Michel Eugenio Courret muere en Francia.
- 1914: Adolphe Dubreuil figura como el dueño del estudio Courret.
- 1929: En la obra "Lima: la ciudad de los Virreyes" figura como "Fotografías Dubreuil" Mercaderes 463, fundado en 1864. Dirigida por Rene Dubreuil en el que señala "La buena dirección del negocio ha logrado formar un valioso archivo de negativos que abarca desde el año 1864 hasta la fecha. Allí esta minuciosamente catalogado todo cliente que ha utilizado los servicios de esta casa. El número de negativos llega 157,800."

- 1935(A):Quiebra definitiva del estudio "E. Courret y Cia." causada por varios factores entre los cuales podemos señalar: la caída del gobierno de Leguía, la crisis mundial, la desaparición de las revistas ilustradas "Mundial" y "Variedades" (algunos de sus principales clientes), y finalmente, la introducción al mercado de las cámaras instantáneas por la firma Kodak, y la consiguiente proliferación de fotógrafos aficionados.

- 1986:La Biblioteca Nacional del Perú adquiere  más de 55,000 negativos en vidrio y acetato pertenecientes a este importante archivo fotográfico.
- 1994: Se realiza la gran exposición "Memoria de una ciudad estudio fotográfico Courret Hnos. (1863-1935)"

- 1999:Desde diciembre de este año el archivo se puede consultar vía Internet, gracias a un convenio entre la Biblioteca Nacional del Perú y Telefónica
- 2008: Es trasladado el Archivo Courret de la sede histórica de la BNP en la Av. Abancay a la nueva sede del distrito de San Borja.
- 2009: El ICPNA realiza otra gran exposición "La destrucción del olvido: Estudio Courret Hermanos, 1863-1935"